# 克努森層
克努森層（Knudsen layer）也稱為蒸发層，是固體或液體上面的一層薄蒸氣層，得名自丹麥科學家馬丁·克努森。克努森層的厚度約為平均自由程的數倍。

## 克努森層厚度
克努森層厚度可以近似為{\displaystyle l_{c}}
{\displaystyle l_{c}={\frac {kT_{s}}{\pi d^{2}p_{s}}}},
其中
{\displaystyle k}為波茲曼常數。
{\displaystyle T_{s}}為溫度。
{\displaystyle d}為分子直徑。
{\displaystyle p_{s}}為壓力。

## 應用
像彗星上的彗髮就是克努森層，因此特別用在彗髮的化學模型中（ComChem model）。